# Palazzo De Rosa di Carosino

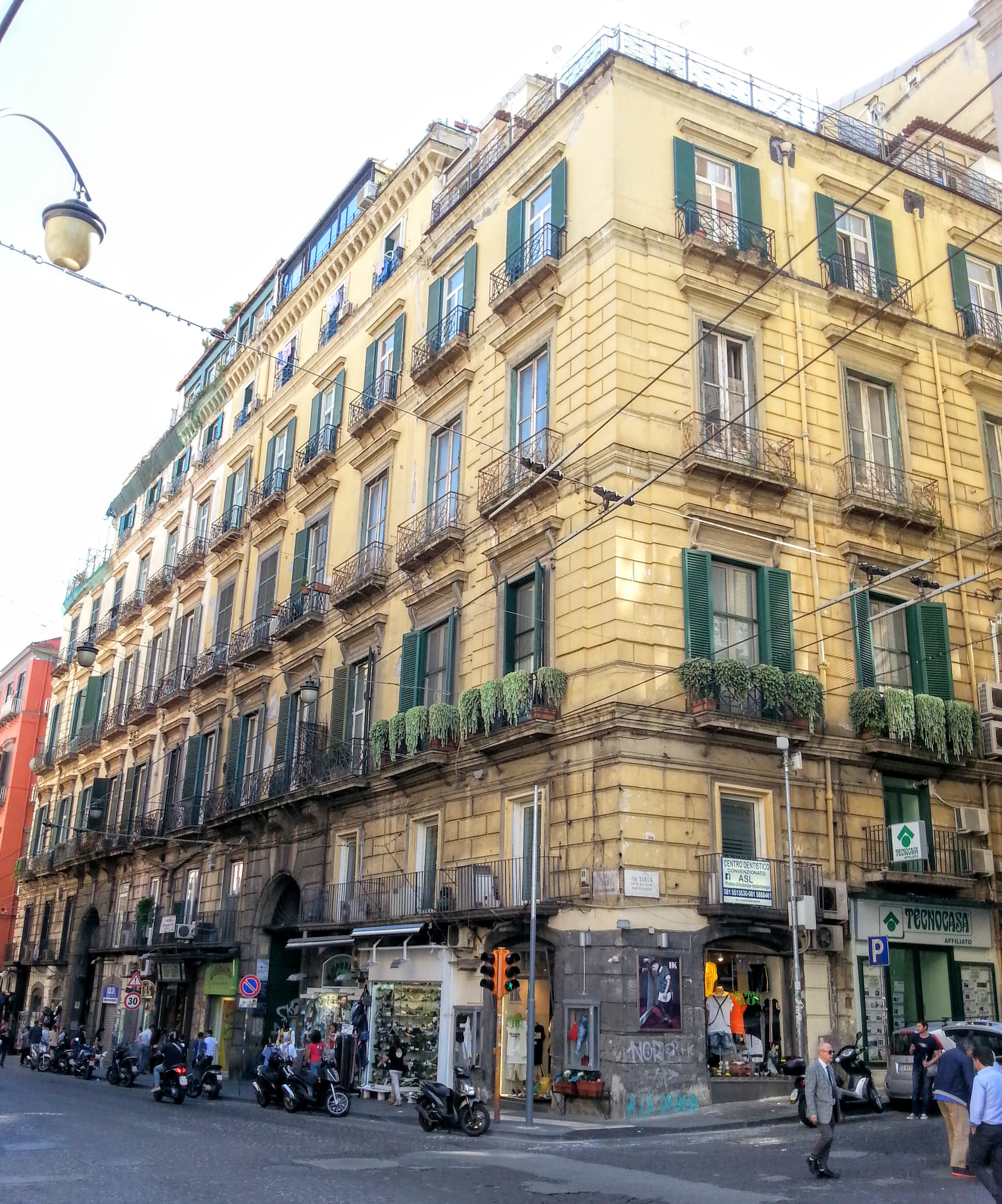
Palazzo De Rosa di Carosino in Neapel: Hauptfassade zur Via Toledo

Der Palazzo De Rosa di Carosino ist ein Palast aus dem 19. Jahrhundert im Viertel San Giuseppe in Neapel in der italienischen Region Kampanien. Er liegt in der Via Toledo, 424-429.

## Geschichte
1775 wurde die Porta dello Spirito Santo (dt.: Heiliggeisttor) abgerissen, also sollte das Fehlen jedes Bauwerks an dieser Stelle in der Karte des Duca di Noja aus demselben Jahr nicht überraschen. Auf dem topographischen Plan des Viertel Montecalvario von Luigi Marchese aus dem Jahr 1804 erscheint ein unfertiges Gebäude mit zwei Eingängen an der Via Toledo und einem Garten dahinter, das wenige Jahre vorher von Herzog Pignatelli di Monteleone beauftragt worden war.
1825 kaufte Francesco Bernardo De Rosa (1781–?) das Anwesen; seinem Vater Andrea (1760–?) war es gelungen, sich von einem praktisch ungebildeten Hanfkämmer in Afragola zum Auftragnehmer der Hauptstadt des Königreiches beider Sizilien emporzuarbeiten, vor allen Dingen dank der Unterstützung durch den Minister Luigi de’ Medici di Ottajano; gleichzeitig kaufte er sich den Titel eines Barons und schaffte es, ein Vermögen von über 1 Million Dukaten (eine für damalige Zeiten unvorstellbar große Summe) anzuhäufen. Francesco Bernardo De Rosa beauftragte danach den jungen Architekten Pietro Valente, die Arbeiten wieder aufzunehmen; dieser erweiterte das Gebäude beträchtlich und stellte seine Arbeiten 1834 fertig. Außerdem schloss Francesco 1829 die Ehe mit Francesca Maria Caracciolo (1811–1889), der letzten Nachkommin des Familienzweiges der Herzöge Di Martina, wodurch er durch die Mitgift eine weitere große Geldsumme kassierte. Sein Vermögen fiel später an seinen erstgeborenen Sohn, Andrea De Rosa (1831–?), der durch die Ehe den Titel eines Herzogs von Carosino erlangte (Seine Ehefrau war Clotilde Marulli d’Ascoli).
Der Palast kann als erstes, großes Mietshaus des 19. Jahrhunderts in Neapel gelten, etliche Jahrzehnte vor den imposanten Bauten rein bürgerlicher Auftraggeber, die den architektonischen Aufschwung der großen europäischen Städte in der zweiten Hälfte des 19. Jahrhunderts prägten. Dieses Gebäude war aufgrund seiner Weitläufigkeit und seiner Raum- und Wohnstruktur von Anfang an kein Adelspalast, der einer einzigen Eigentümerfamilie gehörte und von ihr bewohnt wurde, sondern ein Mietshaus, das aus vielen Wohnungen bestand, die an mehr oder weniger wohlhabende Familien vermietet wurden, darunter auch die Barone De Gemmis. Wie damals ist das Gebäude auch heute noch in verschiedene Wohnungen und Büros aufgeteilt und die Fassaden sind nur teilweise restauriert.

## Beschreibung
Der Palast hat fünf Stockwerke zuzüglich einer Aufstockung; die Hauptfassade hat im zweiten, dritten und vierten Obergeschoss 12 Balkone, während das fünfte Obergeschoss (die Aufstockung) Aussichtsterrassen an den Ecken besitzt.
Die unteren vier Stockwerke sind mit glattem Bossenwerk verkleidet und im Erdgeschoss gibt es zwei große Eingangstore. Im Inneren des Gebäudes befinden sich zwei Innenhöfe mit zwei offenen Treppen, die zu den oberen Stockwerken führen. Die Haupttreppe ist elliptisch und sehr effektvoll, die Nebentreppe hat einen rechteckigen Grundriss und ist an den Wänden mit Stuck dekoriert. In mehreren Wohnungen sind Fresken und Verzierungen im klassizistischen Stil erhalten.

## Bildergalerie

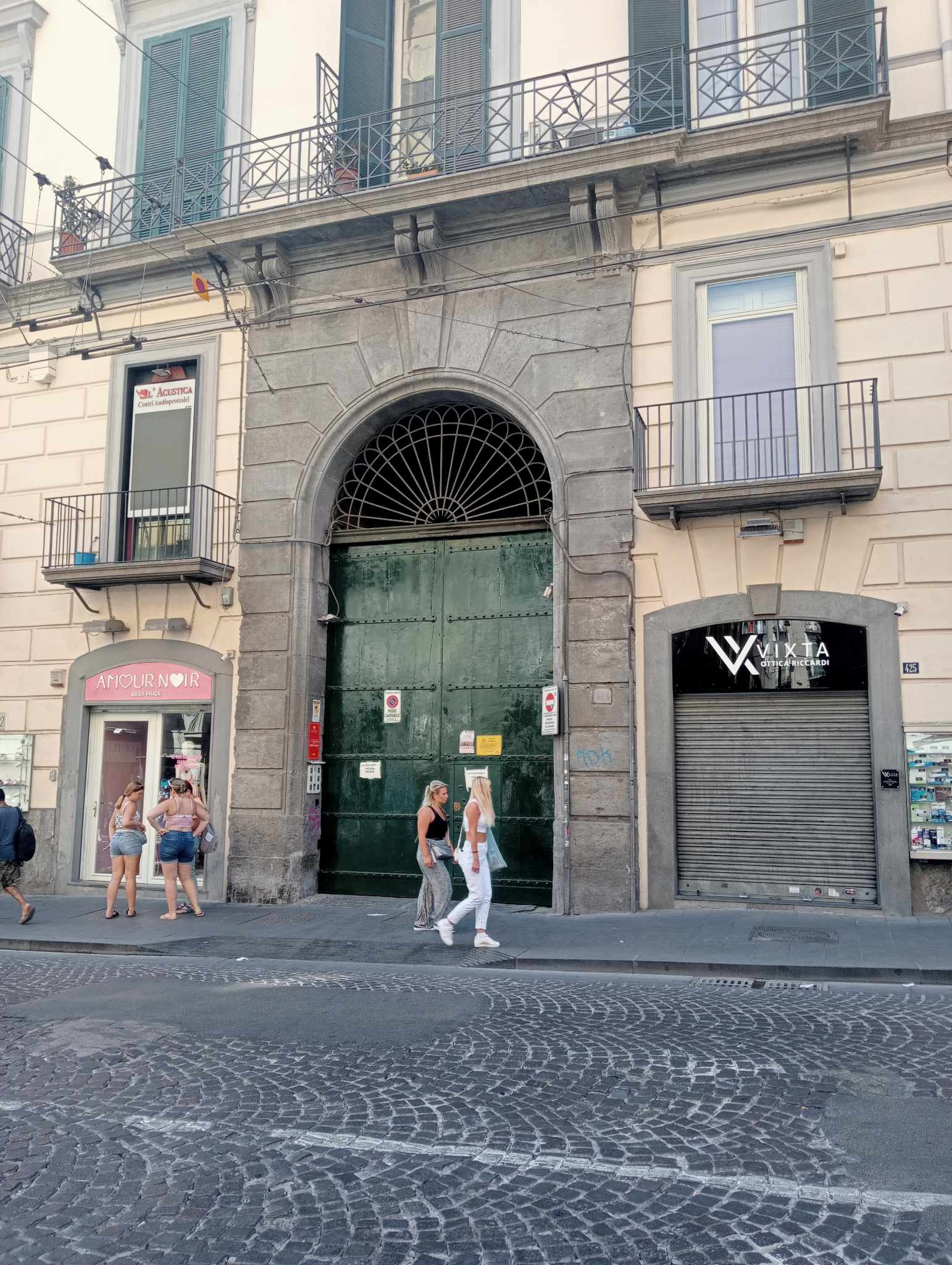
Eines der beiden Eingangstore zur Via Toledo